# Тартар (соус)

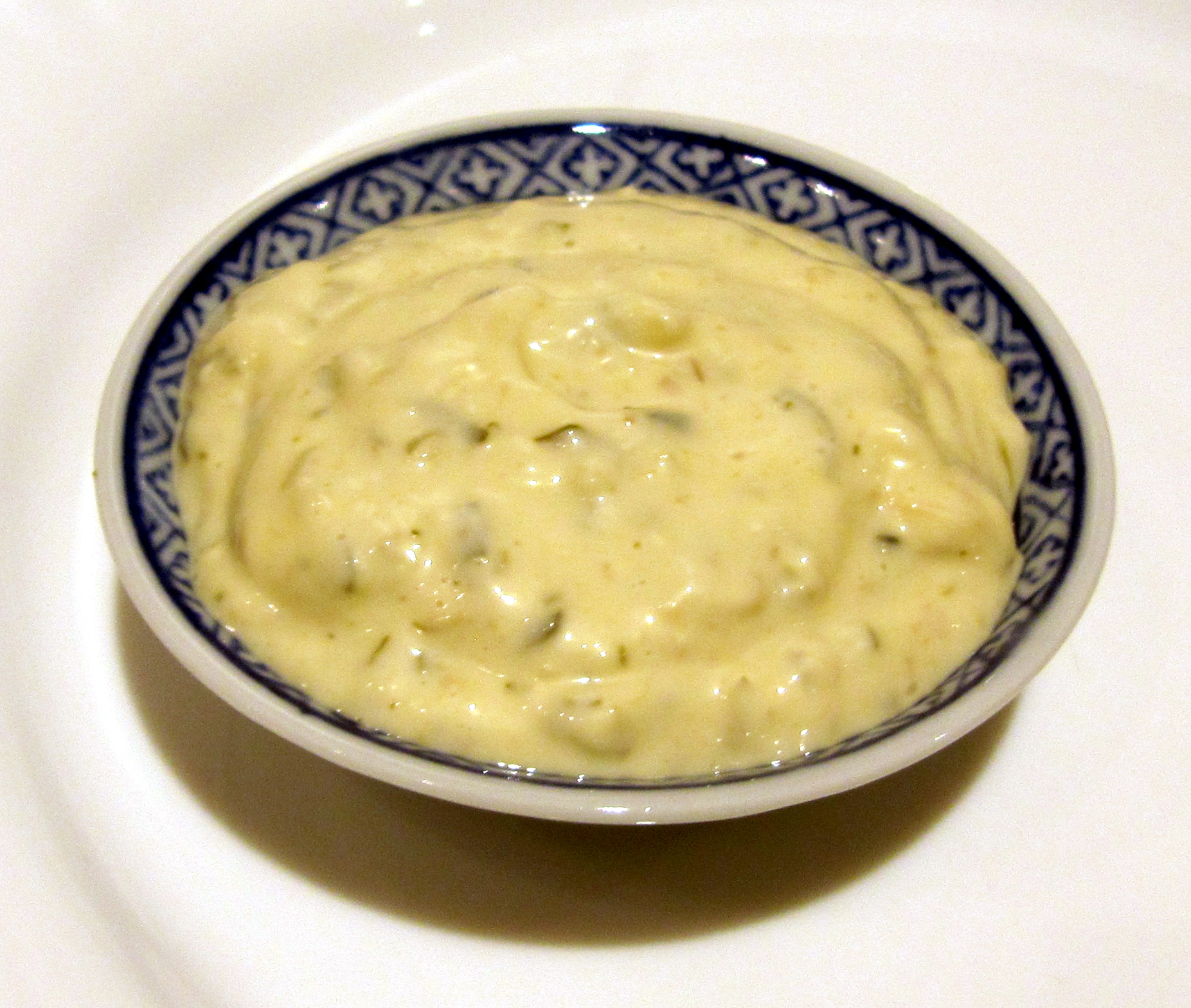
Соус тартар

Соус тарта́р (фр. sauce tartare — «татарский соус») — холодный соус европейской кухни на основе майонеза с измельчённым репчатым луком, маринованными огурцами, каперсами, оливками и петрушкой. Сервируется к жареной и запечённой рыбе, салатам и определённым овощам. По французским рецептам соус тартар готовят на основе желтков сваренных вкрутую яиц, растёртых с уксусом и растительным маслом, с протёртым пюре из зелёного лука или лука-резанца, его подают также к холодным блюдам из птицы и мяса. Советская «Книга о вкусной и здоровой пище» 1939 года рекомендовала для соуса тартар добавлять в майонез рубленые корнишоны или пикули и сою кабуль.
Соус тартар получил название в честь наводивших ужас на Европу татаро-монголов, которым в их набегах было не до кулинарных изысков. В Средние века в Европе узнали о том, что татары засаливают сырое мясо под седлом собственных лошадей. Такая кулинарная инновация подвигла германских поваров назвать татарским бифштексом блюдо из измельчённого сырого мяса, приправленного солью, перцем и луком. Во Франции майонез, приправленный по образцу татарского бифштекса, стал называться татарским соусом. В середине XIX века англичане позаимствовали татарский соус у французов. Слово «татары» и во французском, и в английском языках не имеет второй буквы «р», но асоциальное поведение кочевников повлекло ассоциации с древнегреческим Тартаром. В. В. Похлёбкин в «Занимательной кулинарии» 1983 года утверждал, что соус с корнишонами и каперсами получил название «татарский» потому, что французы полагали, что именно ими питаются татары.